# Frankenia glomerata
Frankenia glomerata är en frankeniaväxtart som beskrevs av Porphir Kiril Nicolai Stepanowitsch Turczaninow. Frankenia glomerata ingår i släktet frankenior, och familjen frankeniaväxter. Utöver nominatformen finns också underarten F. g. hispidula.